# Punta de Chimino
Punta de Chimino è un sito archeologico Maya situato nella regione Petexbatún del dipartimento di Petén in Guatemala. L'occupazione del sito risale ai periodo Preclassico e Classico della cronologia mesoamericana. Punta de Chimino ebbe un incremento demografico nel tardo Preclassico, seguito da una riduzione nel primo Classico e da un nuovo incremento alla fine del Classico, quando la città divenne uno dei pochi centri abitati sopravvissuti alla disintegrazione della regione del Petexbatún, dopo il collasso del regno che aveva sede a Dos Pilas. La vicina città di Seibal sul Río de la Pasión sembra aver influito su Punta de Chimino in questo periodo, dominando il piccolo sito.

## Posizione geografica
Il sito si trova su una penisola sulla riva occidentale del lago Petexbatún. Nel tardo Classico furono scavati una serie di fossati difensivi lungo la base della penisola per poterla fortificare. La penisola aveva un suolo profondo e fertile, posto su rocce di calcare, e dava accesso a ricche risorse acquatiche nel lago. Punta de Chimino è uno dei siti meglio studiati tra quelli posti lungo il Rio de la Pasión ed i suoi affluenti. Il sito si trova a sud dell'odierna città di Sayaxché.

## Storia
Punta de Chimino fu colonizzata la prima volta nel Preclassico., raggiungendo una consistente popolazione.
Nel primo Preclassico il livello di popolazione di Punta de Chimino diminuì, il che potrebbe rappresentare uno spostamento della popolazione verso gli insediamenti delle vicine città di Tamarindito e Arroyo de Piedra.
L'attività economica alla fine del Classico a Punta de Chimino sembra una riduzione di quella presente in precedenza, e non mostra segni di influenza esterna che potrebbe aver causato il collasso dei Maya. Il sito è uno dei pochi luoghi del bacino del Pasión ad aver eretto grandi architetture alla fine del Classico, tra cui un tempio con volte di tipo ad arco a mensola, piattaforme di grandi palazzi ed un enorme campo di tlachtli. Gli abitanti protessero le aree agricole intensivamente coltivate tramite fossati, e il sito divenne l'ultimo importante centro a sopravvivere a Petexbatún, mentre le altre città della regione si erano già ridotte a piccoli insediamenti tra le vecchie rovine. L'argilla utilizzata per le ceramiche di Punta de Chimino proveniva dalla stessa fonte di quella di Seibal, ed anche le tecniche di decorazione usate erano simili. Le somiglianze stilistiche indicano che Seibal potrebbe aver tratto vantaggio dalla frammentazione politica della regione del Petexbatún, prendendo il controllo di Punta de Chimino ed esigendo tributi da loro.
Punta de Chimino fu probabilmente l'ultima delle capitali di Petexbatun a cadere quando la regione si frammentò in seguito alla sconfitta subita da Dos Pilas per mano dei precedenti vassalli di Tamarindito. Gli archeologi trovarono prove del fatto che il sito fu attaccato dopo il 760, con il fossato più interno che mostrava un'ampia zona incendiata e piena di punte di lancia, ed altre punte recuperate dalle mura in cima al fossato. Il sito subì un declino e fu infine abbandonato nel X secolo.
Nel periodo Postclassico il sito subì una parziale rioccupazione per mano di popoli provenienti dal Petén centrale, le cui ceramiche non mostravano continuità stilistica con quelle antiche del Petexbatún.

### Storia moderna
Punta de Chimino fu malamente edificata nella seconda metà del XX secolo, causando gravi danni al patrimonio, tra cui la rimozione di tutte le sculture presenti. T. Inomata del Petexbatún Regional Archaeological Project ha mappato il sito nel 1989. Il Project svolse altre ricerche a Punta de Chimino tra il 1990 ed il 1991, nel 1994, sotto la direzione di Claudia Wolley, e tra il 1996 ed il 1997 sotto il controllo di Arthur Demarest.

## Descrizione
Il collo della penisola fu fortificato con tre fossati, uno dei quali era profondo 12 metri. Ogni fossato era chiuso da un muro a palizzata. La creazione dei fossati portò allo scavo di 38250 m³ di roccia calcarea, usata in seguito per la costruzione dei bastioni. Il fossato più interno e profondo fu alalgato per creare un'isola artificiale. L'area tra i fossati veniva usata per un'agricoltura intensiva, e conteneva giardini divisi da mura in pietra. Uno dei giardini scavati è stato datato al periodo finale del Classico e misura 6,9 per 3,7 metri, con una profondità di 60 cm. I giardini venivano probabilmente fertilizzati con materiale organico dragato dalla zona paludosa che si trovava immediatamente a sud della penisola, con l'aggiunta degli escrementi degli abitanti. La combinazione di fossati e mura che proteggeva la penisola, rese Punta de Chimino il sito più difeso dell'intero territorio Maya.
L'isola artificiale creata tramite lo scavo dei fossati era densamente abitata durante la fine del Classico, ma solo una casa fu costruita tra i fossati. I palazzi costruiti alla fine del Classico sono formati da grandi piattaforme di circa 10 per 20 metri, ricoperti da uno spesso strato di gesso.
Il sito è diviso in tre principali gruppi; Nord, Est e Ovest, con una piazza principale ed un'acropoli.
La Struttura 2 è un piccolo altare posto a sud del campo di tlachtli e ad ovest della struttura 7. L'area che la circonda fu usata per la posa di altari e stele. La struttura misura 6 per 4,5 metri, alta 1 metro. La Struttura 2 fu virtualmente distrutta dai saccheggiatori che asportarono la parte superiore larga 3,2 per 1,8 metri. Gli scavi hanno portato alla luce numerosi piccoli artefatti in pietra, tra cui due perline ed un collare con una faccia grossolanamente incisa. Anche tre ossa umane sono state recuperate, nonostante non se ne sia capita la provenienza. La Struttura 2 ebbe due fasi di costruzione, entrambe datate al tardo Classico.
La Struttura 7 è una piramide alta 5 metri, posta sul lato meridionale della piazza principale. I lati sud ed ovest della piramide sono stati danneggiati dai saccheggiatori. Due sepolture (la 4 e la 8) furono scoperte sotto la piramide. La Struttura 7 si trova sopra ad una precedente struttura nota come "Struttura 7 Sub 1", il cui piano si trova 2,3 metri sotto il culmine della seguente fase di costruzione.
La Struttura 59 è una delle principali del gruppo ovest.
La Struttura 70 è una delle principali del gruppo ovest. È una struttura residenziale situata a nord-ovest della piazza principale, ed è alta 4 metri. Fu costruita su una collina naturale che fu spianata per supportare una piattaforma. Un incensorio del tardo Classico fu trovato in cima alla struttura, ed aveva le fattezze del dio Maya del sole G3. Vi furono scoperte cinque sepolture di uomini di basso rango, quattro delle quali interrate sotto il pavimento ed una in una tomba di sassi a parte. Nessuna di loro conteneva offerte, e sono state tutte datate al tardo Classico.
La Struttura 72 è una grossa piattaforma situata subito ad est della struttura 70. Misura 5 per 9 metri ed ha una base di pietra finemente lavorata. La struttura era un edificio residenziale di ceto medio datato al tardo Classico, e comprendeva una cucina di quattro per 1,8 metri con oltre 600 frammenti di ceramica ed ossa animali.
La Struttura 76 è un'alta piattaforma situata all'aria aperta, 90 metri ad ovest della Struttura 7. È stata gravemente danneggiata dai saccheggiatori. Scavi di recupero effettuati dagli archeologi hanno portato alla luce la tomba 10 ad una profondità di 3,3 metri sotto l'edificio.
La Struttura 79 è una grande piattaforma di ceto alto che assieme alle strutture 80 e 81 forma il gruppo Nord. Era associata ad artefatti in stile Seibal, ed è stata datata alla fine del Classico.
La Struttura 80 fa parte del gruppo Nord. Si trova sul lato settentrionale delgruppo formato dalle strutture 79, 80 e 81. Era una grossa piattaforma con artefatti in stile Seibal. Risale alla fine del Classico ed era completamente ricoperta di stucco.
La Struttura 81 forma con la 79 e l'80 il gruppo Nord. Anch'essa è una grossa piattaforma risalente alla fine del Classico con artefatti in stile Seibal. Era un edificio a volte completato con pietra lavorata, anche se oggi è collassato. Scavi sotto il pavimento hanno permesso di trovare tre navi in ceramica e resti di animali, tra cui denti di giaguaro. Una nave decorata e ben conservata si trovava sotto il pavimento, sopra ad alcuni resti umani tra cui denti.
Il campo di tlachtli di Punta de Chimino risale alla fine del Classico. Si tratta del più grande mai trovato nella regione del Petexbatún, ed è simile per dimensione e stile a quello chiamato "C-9" presente a Seibal, sulla riva del Rio de la Pasión. Il campo è aperto agli estremi, ed è incredibilmente largo rispetto alla limitata dimensione del sito archeologico, e forse se ne deve la costruzione all'intervento politico di Seibal.
La Scalinata Geroglifica del sito era sepolta sotto un terreno datato al Postclassico.

### Sepolture
La Sepoltura 4 era contenuta in una piccola tomba di pietre di 65 per 85 cm , situata sotto la Struttura 7. Da quando fu scavata è stata praticamente distrutta dalle radici degli alberi, che hanno spostato tutte le ossa. Un pendente in pietra preziosa si trovava coi resti, assieme a perline, a una piastra a treppiede, ad una boccia in ceramica policroma ed a conchiglie bucate. La sepoltura è stata datata al tardo Classico.
La Sepoltura 8 si trovava 54 cm sotto la sommità della Struttura 7. Non era inserita in una tomba, ma piuttosto sparsa nella piramide. Alcune ossa mostrano segni di bruciatura. La sepoltura fu accompagnata da un'offerta di navi in ceramica, dal frammento rotto di un coltello in ossidiana e da una pietra lavorata. Una delle navi conteneva un'iscrizione in geroglifici secondo cui si usava per bere atole, e sarebbe appartenuta ad un lord della vicina città Petexbatún di Tamarindito. In base alle offerte ritrovate, la sepoltura 8 è stata datata al tardo Classico.
La Sepoltura 10 è una tomba a volte collassata, trovata sotto la struttura 76. Nella tomba si trovarono anche vari oggetti in ossidiana ed altre pietre lavorate, particolare comune a molte tombe Petén di rango alto. La camera mortuaria misura 1,2 per 3,6 metri, ed è alta 1 metro. Le ossa del morto si sono ben conservate anche se sono state rotte dal crollo del soffitto. I resti erano probabilmente di un uomo adulto, e il corpo fu posato sulla schiena con la testa verso est. Nella tomba si trovavano anche due offerte composte da una boccia in ceramica e da una piastra, il cui stile viene fatto risalire al periodo tra il 600 e l'830.